# Wuxi Classic
Wuxi Classic je profesionální bodovaný turnaj ve snookeru, třetí největší v Číně. Odehrává se ve městě Wu-si (pchin-jinem Wúxī).

## Historie
Akce Wuxi Classic se poprvé konala v sezóně 2008/2009 pod názvem Jiangsu Classic se statusem nebodovaného turnaje, hraná systémem každý s každým. V sezóně 2010/2011 došlo k přejmenování na Wuxi Classic a upuštění od předcházejícího herního systému.
Od sezóny 2012/2013 dochází i ke změně statusu turnaje z nebodovaného na bodovaný a v roce 2013 ke změně herního systému.

## Vítězové
| Rok                                 | Vítěz                               | Poražený                            | Skóre                               | Sezóna                              |
| Jiangsu Classic (Nebodovaný turnaj) | Jiangsu Classic (Nebodovaný turnaj) | Jiangsu Classic (Nebodovaný turnaj) | Jiangsu Classic (Nebodovaný turnaj) | Jiangsu Classic (Nebodovaný turnaj) |
| ----------------------------------- | ----------------------------------- | ----------------------------------- | ----------------------------------- | ----------------------------------- |
| 2008                                | Ding Junhui                         | Mark Selby                          | 6–5                                 | 2008/09                             |
| 2009                                | Mark Allen                          | Ding Junhui                         | 6–0                                 | 2009/10                             |
| Wuxi Classic (Nebodovaný turnaj)    |                                     |                                     |                                     |                                     |
| 2010                                | Shaun Murphy                        | Ding Junhui                         | 9–8                                 | 2010/11                             |
| 2011                                | Mark Selby                          | Ali Carter                          | 9–7                                 | 2011/12                             |
| Wuxi Classic (Bodovaný turnaj)      |                                     |                                     |                                     |                                     |
| 2012                                | Ricky Walden                        | Stuart Bingham                      | 10–4                                | 2012/13                             |
| 2013                                | Neil Robertson                      | John Higgins                        | 10–7                                | 2013/14                             |
| 2014                                | Neil Robertson                      | Joe Perry                           | 10-9                                | 2014/15                             |